# La mujer de la arena (película)
La mujer de la arena o La mujer de las dunas (en japonés: 砂 の 女 Suna no Onna, "mujer de la arena") es una película japonesa de 1964 dirigida por Hiroshi Teshigahara y protagonizada por Eiji Okada y Kyoko Kishida. Perteneciente a la corriente de la Nueva ola japonesa, el guion de la película fue adaptado por Kōbō Abe de su novela La mujer de la arena de 1962. Recibió  críticas positivas y fue candidata a dos Premios de la Academia.

## Argumento
Un maestro de escuela, Niki Junpei (Eiji Okada), sale de expedición para recolectar insectos que habitan en las dunas de arena. Cuando no alcanza el último autobús de regreso, los pobladores le sugieren que se quede la noche. Lo bajan mediante una escalera de soga a una casa ubicada en una cantera de arena, donde vive sola una joven viuda (Kyoko Kishida), una mujer tímida y sencilla cuyo esposo e hija murieron en una tormenta de arena. La mujer es empleada por los aldeanos en sacar la arena para la venta, salvando así la casa de ser enterrada por el avance de la arena.
Cuando Niki trata de salir a la mañana siguiente, no encuentra la escalera y no puede subir por la duna, pues la arena se desmorona. Los aldeanos esperan que se haga esposo de la mujer para ayudarla a sacar arena. Niki desea marcharse, pero se vuelve amante de la viuda. Una mañana, usando un improvisado gancho atado a una cuerda, escapa de la duna de arena, pero no conoce la geografía del área y queda atrapado en arenas movedizas. Los aldeanos lo liberan y lo regresan a la casa.
Finalmente, Niki se resigna a su situación. Solicita tiempo para ver el mar, y los aldeanos le ofrecen concedérselo si le hace el amor a la mujer frente a ellos. Desesperado, Niki accede y trata de forzar a la mujer, pero ella logra escapar. Mediante su persistente esfuerzo de atrapar un cuervo para amarrarle un mensaje de auxilio a la pata, Niki descubre que mediante la trampa que colocó puede obtener agua de la arena húmeda por las noches y se obsesiona con perfeccionar la técnica. Cuando se descubre que la mujer está embarazada, los aldeanos la llevan a un médico y dejan sin retirar la escalera de soga antes de irse. Niki tiene la oportunidad de escapar, pero elige quedarse. La toma final de la película muestra un informe policial, que revela que Niki ha estado desaparecido durante siete años, sugiriendo que nunca regreso a su ciudad de origen. 

## Reparto
- Eiji Okada – Entomólogo Niki Junpei
- Kyōko Kishida – Mujer
- Hiroko Itō – Esposa del entomólogo
- Kōji Mitsui - Aldeano I
- Sen Yano - Aldeano II
- Ginzō Sekiguchi - Aldeano IIi

## Estreno
La versión roadshow de La mujer de la arena fue estrenada en Japón el 15 de febrero de 1964, donde fue distribuida por Tōhō. El estreno general en Japón ocurrió el 18 de abril de 1964; la película se cortó a 127 minutos.

## Crítica
La película tiene una calificación de 100% en Rotten Tomatoes, basado en 14 reseñas con una calificación promedio de 8.7 sobre 10. Fue además, una de las diez mejores películas elegidas por el cineasta ruso Andréi Tarkovski.
La mujer de la arena ha sido considerada como una película de tonos existencialistas. Por ejemplo, Strictly Film School la describe como "una sobria e inolvidable alegoría para la existencia humana". Además, según Max Tessier, el tema principal de la película es el deseo de escapar de la sociedad. Finalmente, Roger Ebert, que añadió la película a su lista de grandes películas en 1998, viendo la obra como un recuento del mito de Sísifo, escribió: "Nunca ha habido una fotografía de arena como esta (ni siquiera en Lawrence de Arabia), y al anclar la historia con tanta firmeza en esta realidad física tangible, el director de fotografía, Hiroshi Segawa, ayuda al director a lograr la difícil hazaña de contar una parábola como si realmente estuviera sucediendo."
Sin embargo, Nina Cornyetz, profesora de la Universidad de Nueva York, resalta el feminismo en esta obra de Teshigahara ya que desmiembra las imágenes sexuales entre las que señalan problemas de subordinación y las que solicitan una mirada erótica. Cornyetz concluye que La mujer de las dunas: "ofrece un erotismo no violento desinteresado y reservado pero sensual y consensual, dando a los espectadores el trato erótico de una representación descentralizada (no falo-céntrica) de la sexualidad heterosexual".

## Premios
La película ganó el Premio Especial del Jurado en el Festival de Cannes de 1964, algo inusual para una película vanguardista[cita requerida]. Sumado a ello, fue nominada al Óscar por mejor película extranjera en el mismo año, pero perdió ante la película italiana Ayer, hoy y mañana. En 1967, la película ganó el prestigioso Gran Premio de la Asociación Belga de Críticos de Cine.